# Gary Visconti
Gary Charles Visconti (* 10. Mai 1945 in Detroit, Michigan) ist ein ehemaliger US-amerikanischer Eiskunstläufer, der im Einzellauf startete.
Der US-Meister von 1965 und 1967 nahm von 1965 bis 1969 fünfmal in Folge an Weltmeisterschaften teil und platzierte sich nie schlechter als Sechster. Bei den Weltmeisterschaften 1966 und 1967 gewann er die Bronzemedaille, beide Male hinter den Österreichern Emmerich Danzer und Wolfgang Schwarz. Seine einzigen Olympischen Spiele beendete er 1968 auf dem fünften Platz.

## Ergebnisse
| Wettbewerb / Jahr                | 1965 | 1966 | 1967 | 1968 | 1969 |
| Olympische Winterspiele          |      |      |      | 5.   |      |
| Weltmeisterschaften              | 6.   | 3.   | 3.   | 5.   | 4.   |
| US-amerikanische Meisterschaften | 1.   | 2.   | 1.   | 2.   | 3.   |